# Liste der Mitglieder der Deutschen Akademie der Naturforscher Leopoldina/1863
Die Liste der Mitglieder der Deutschen Akademie der Naturforscher Leopoldina für 1863 enthält alle Personen, die im Jahr 1863 zum Mitglied ernannt wurden. Insgesamt gab es 23 neu gewählte Mitglieder.

## Mitglieder
| Nr.  | Name                                    | Beiname              | Geboren       | Aufnahme | Gestorben     | Bild                                    |
| ---- | --------------------------------------- | -------------------- | ------------- | -------- | ------------- | --------------------------------------- |
| 1986 | Oscar Xaver Schlömilch                  | Eratosthenes         | 13. Apr. 1823 | 7. Feb.  | 7. Feb. 1901  | Oscar Xaver Schlömilch                  |
| 1987 | Carl Johann August Theodor Scheerer     | Torbern Bergmann     | 28. Aug. 1813 | 15. Feb. | 19. Juli 1875 |                                         |
| 1988 | Ernst von Berg                          | Dryander             | 11. Nov. 1824 | 23. Feb. | 1888          |                                         |
| 1989 | Jan van der Hoeven                      | Roederer             | 15. Feb. 1834 | 23. Feb. | 9. Feb. 1900  |                                         |
| 1990 | Adolph Drechsler                        | Bradley              | 30. Jan. 1815 | 1. Mrz.  | 29. Aug. 1888 |                                         |
| 1991 | Wilhelm Stein                           | Fourcroy             | 9. Dez. 1811  | 1. Mrz.  | 6. Dez. 1889  |                                         |
| 1992 | Urban Johann Joseph Le Verrier          | Joh. Keppler         | 11. März 1811 | 16. Mrz. | 23. Sep. 1877 | Urban Johann Joseph Le Verrier          |
| 1993 | Jakob Christoph Santlus                 | Ernst Platner        | 30. Mai 1809  | 20. Apr. | 23. März 1873 |                                         |
| 1994 | Georg Heinrich Otto Volger              | Senckenberg II.      | 30. Jan. 1822 | 5. Mai   | 18. Okt. 1897 | Georg Heinrich Otto Volger              |
| 1995 | Theodor Zizurin                         | D. J. de Larrey      | 1814          | 5. Mai   | 1896          |                                         |
| 1996 | August Breithaupt                       | Abr. G. Werner V.    | 18. Mai 1791  | 1. Jun.  | 22. Sep. 1873 |                                         |
| 1997 | Carl Friedrich Naumann                  | Chr. S. Weiss        | 30. Mai 1797  | 7. Jul.  | 26. Nov. 1873 |                                         |
| 1998 | Franz Romeo Seligmann                   | Ali Abbas            | 30. Juni 1808 | 18. Jul. | 15. Sep. 1892 |                                         |
| 1999 | Hermann Walther                         | Hippocrates IV.      | 15. Mai 1815  | 21. Aug. | 16. Apr. 1871 |                                         |
| 2000 | Albert Gustav Carus                     | Celsus               | 23. Apr. 1817 | 14. Sep. | 11. Jan. 1891 |                                         |
| 2001 | Eugen Böckel                            | C. Fr. Burdach       | 21. Sep. 1831 | 1. Nov.  | 23. Feb. 1900 | Eugen Böckel                            |
| 2002 | Ethbin Heinrich Costa                   | Timaeus III.         | 18. Okt. 1832 | 1. Nov.  | 28. Jan. 1875 |                                         |
| 2003 | Ernst Stizenberger                      | Hedwig III.          | 14. Juni 1827 | 15. Nov. | 27. Sep. 1895 | Ernst Stizenberger                      |
| 2004 | Hermann Afred Rudolph von Schlagintweit | Plinius Indicus III. | 13. Mai 1826  | 15. Nov. | 19. Jan. 1882 | Hermann Afred Rudolph von Schlagintweit |
| 2005 | Franz Liharzik                          | Polycletus           | 25. Nov. 1813 | 25. Nov. | 19. Sep. 1866 | Franz P. Liharzik                       |
| 2006 | Albert Baur                             | Joh. Müller II.      | 28. Sep. 1834 | 25. Nov. | 1868          |                                         |
| 2007 | Ernst Haeckel                           | Poli II.             | 16. Feb. 1834 | 20. Dez. | 9. Aug. 1919  | Ernst Haeckel                           |
| 2008 | Friedrich Moritz Heymann                | Himly II.            | 24. Mai 1828  | 20. Dez. | 21. Okt. 1870 |                                         |